# (100635) 1997 UQ24
(100635) 1997 UQ24 es un asteroide perteneciente a la familia de Astrea en el cinturón de asteroides, descubierto el 30 de octubre de 1997 por Wolf Bickel desde el Observatorio de Bergish Gladbach, Bergisch Gladbach, Alemania.

## Designación y nombre
Designado provisionalmente como 1997 UQ24.

## Características orbitales
1997 UQ24 está situado a una distancia media del Sol de 2,578 ua, pudiendo alejarse hasta 2,942 ua y acercarse hasta 2,214 ua. Su excentricidad es 0,141 y la inclinación orbital 1,826 grados. Emplea 1512,69 días en completar una órbita alrededor del Sol.
El próximo acercamiento a la órbita terrestre se producirá el 19 de octubre de 2033.

## Características físicas
La magnitud absoluta de 1997 UQ24 es 16,1.